# Like a Hard Rain
Singles de Nanase Aikawa
Bye Bye.
(1996) Break Out!
(1996)
Like a Hard Rain est le 3e single de Nanase Aikawa, sorti sous le label Avex Trax le 17 avril 1996 au Japon. Il atteint la 8e place du classement de l'Oricon et reste classé pendant 13 semaines pour un total de 304 790 exemplaires vendus. Like a Hard Rain se trouve sur l'album Red et les compilations ID et Rock or Die. Saigo no Yoru se trouve aussi sur l'album Red.

## Liste des titres
| 1. | Like a Hard Rain                    |  |
| 2. | Saigo no Yoru (最後の夜)            |  |
| 3. | Like a Hard Rain (Original Karaoke) |  |